# Bromelia minima
Bromelia minima är en gräsväxtart som beskrevs av Elton Martinez Carvalho Leme och Esteves. Bromelia minima ingår i släktet Bromelia och familjen Bromeliaceae. Inga underarter finns listade i Catalogue of Life.